# W. Wallace Smith
William Wallace Smith (* 18. November 1900; † 4. August 1989) war ein US-amerikanischer Mormone, Enkel von Joseph Smith und Präsident der Gemeinschaft Christi. Er war Präsident vom 6. Oktober 1958 bis zum 5. April 1978. Danach emeritierte er.

## Biographie
W. Wallace Smith wurde in Lamoni geboren am 18. November 1900. Seine Eltern waren Joseph Smith III und Ada R. Clark. Clark war die dritte Ehefrau von Smith III. Smith schloss das Studium ab an der University of Missouri im Jahre 1924. Er bekam sein erstes Pfarramt in der Gemeinschaft Christi, im Jahre 1928. Am 7. April 1947 wurde er zum Apostel ordiniert und in das Kollegium der Zwölf Apostel aufgenommen. Am 2. April 1950 wurde er als Ratgeber in der Ersten Präsidentschaft ausgewählt. Präsident war zu dieser Zeit sein Halbbruder Israel A. Smith. Smith starb am 4. August 1989 in Independence.

## Präsident der Kirche
Smith war der dritte Sohn von Joseph Smith III, der Präsident der Kirche war. Er wurde Präsident nach dem Tod seiner Brüder Frederick M. Smith und Israel A. Smith.

### Wachstum der Kirche
In der Amtszeit von Smith wuchs die Kirche stark. Nachdem es in dem Jahr 1960 erhebliche Missionsbemühungen gab. Die Kirche wuchs stark in Afrika, Lateinamerika und dem Fernen Osten. Während seiner Amtszeit gab es auch eine Wiederbelebung der Ökumenischen Bewegung, große Veränderungen in der Lehre und Praxis der Kirche und eine Internationalisierung.

### Der Independence Temple
Das Bauen von Tempeln ist Teil des Mormonentums. Seit einigen Jahren war der Bau eines Independence Temple, Teil der Tradition der Gemeinschaft Christi. Jedoch wurde seit einigen Jahrzehnten nichts konkretes unternommen von den Kirchenführern. Im Jahre 1972 brachte W. Wallace die Idee wieder zum Leben, in dem er ein Dokument veröffentlichte, dass dazu aufrief „definieren wir die Absicht und die Stelle, um einen Tempel zu errichten“.

### Bruch mit der Blutlinie
Im Jahre 1958 ernannte Smith jemanden zum Obersten Patriarchen, der kein Familienmitglied war. Statt Lynn Smith wählte er Roy Cheville. Mit dieser Handlung brach er eine lange Tradition in der Gemeinschaft Christi.
|                                                          |                                                          |                                                          |                                                          |                                                          |                                                          |                                                       |                                                       | Joseph Smith, Sr. 1771–1840 Oberster Patriarch (1833–40)   | Joseph Smith, Sr. 1771–1840 Oberster Patriarch (1833–40)   | Joseph Smith, Sr. 1771–1840 Oberster Patriarch (1833–40)   | Joseph Smith, Sr. 1771–1840 Oberster Patriarch (1833–40)   | Joseph Smith, Sr. 1771–1840 Oberster Patriarch (1833–40)   | Joseph Smith, Sr. 1771–1840 Oberster Patriarch (1833–40)   |                                                        |                                                        | Lucy Mack Smith 1775–1856                              | Lucy Mack Smith 1775–1856                              | Lucy Mack Smith 1775–1856               | Lucy Mack Smith 1775–1856               | Lucy Mack Smith 1775–1856               | Lucy Mack Smith 1775–1856               |                                                               |                                                               |                                                               |                                                               |                                                               |                                                               |                                                        |                                                        |                                                        |                                                        |                                                        |                                                        |
|                                                          |                                                          |                                                          |                                                          |                                                          |                                                          |                                                       |                                                       | Joseph Smith, Sr. 1771–1840 Oberster Patriarch (1833–40)   | Joseph Smith, Sr. 1771–1840 Oberster Patriarch (1833–40)   | Joseph Smith, Sr. 1771–1840 Oberster Patriarch (1833–40)   | Joseph Smith, Sr. 1771–1840 Oberster Patriarch (1833–40)   | Joseph Smith, Sr. 1771–1840 Oberster Patriarch (1833–40)   | Joseph Smith, Sr. 1771–1840 Oberster Patriarch (1833–40)   |                                                        |                                                        | Lucy Mack Smith 1775–1856                              | Lucy Mack Smith 1775–1856                              | Lucy Mack Smith 1775–1856               | Lucy Mack Smith 1775–1856               | Lucy Mack Smith 1775–1856               | Lucy Mack Smith 1775–1856               |                                                               |                                                               |                                                               |                                                               |                                                               |                                                               |                                                        |                                                        |                                                        |                                                        |                                                        |                                                        |
|                                                          |                                                          |                                                          |                                                          |                                                          |                                                          |                                                       |                                                       |                                                            |                                                            |                                                            |                                                            |                                                            |                                                            |                                                        |                                                        |                                                        |                                                        |                                         |                                         |                                         |                                         |                                                               |                                                               |                                                               |                                                               |                                                               |                                                               |                                                        |                                                        |                                                        |                                                        |                                                        |                                                        |
|                                                          |                                                          |                                                          |                                                          |                                                          |                                                          |                                                       |                                                       |                                                            |                                                            |                                                            |                                                            |                                                            |                                                            |                                                        |                                                        |                                                        |                                                        |                                         |                                         |                                         |                                         |                                                               |                                                               |                                                               |                                                               |                                                               |                                                               |                                                        |                                                        |                                                        |                                                        |                                                        |                                                        |
|                                                          |                                                          | Hyrum Smith 1800–1844 Oberster Patriarch (1841–44)       | Hyrum Smith 1800–1844 Oberster Patriarch (1841–44)       | Hyrum Smith 1800–1844 Oberster Patriarch (1841–44)       | Hyrum Smith 1800–1844 Oberster Patriarch (1841–44)       | Hyrum Smith 1800–1844 Oberster Patriarch (1841–44)    | Hyrum Smith 1800–1844 Oberster Patriarch (1841–44)    | Joseph Smith, Jr. 1805–1844 Präsident der Kirche (1830–44) | Joseph Smith, Jr. 1805–1844 Präsident der Kirche (1830–44) | Joseph Smith, Jr. 1805–1844 Präsident der Kirche (1830–44) | Joseph Smith, Jr. 1805–1844 Präsident der Kirche (1830–44) | Joseph Smith, Jr. 1805–1844 Präsident der Kirche (1830–44) | Joseph Smith, Jr. 1805–1844 Präsident der Kirche (1830–44) |                                                        |                                                        | Emma Hale Smith 1804–1879 Erwählte Dame                | Emma Hale Smith 1804–1879 Erwählte Dame                | Emma Hale Smith 1804–1879 Erwählte Dame | Emma Hale Smith 1804–1879 Erwählte Dame | Emma Hale Smith 1804–1879 Erwählte Dame | Emma Hale Smith 1804–1879 Erwählte Dame | William B. Smith 1811–1893 Oberster Patriarch (1845)          | William B. Smith 1811–1893 Oberster Patriarch (1845)          | William B. Smith 1811–1893 Oberster Patriarch (1845)          | William B. Smith 1811–1893 Oberster Patriarch (1845)          | William B. Smith 1811–1893 Oberster Patriarch (1845)          | William B. Smith 1811–1893 Oberster Patriarch (1845)          |                                                        |                                                        |                                                        |                                                        |                                                        |                                                        |
|                                                          |                                                          | Hyrum Smith 1800–1844 Oberster Patriarch (1841–44)       | Hyrum Smith 1800–1844 Oberster Patriarch (1841–44)       | Hyrum Smith 1800–1844 Oberster Patriarch (1841–44)       | Hyrum Smith 1800–1844 Oberster Patriarch (1841–44)       | Hyrum Smith 1800–1844 Oberster Patriarch (1841–44)    | Hyrum Smith 1800–1844 Oberster Patriarch (1841–44)    | Joseph Smith, Jr. 1805–1844 Präsident der Kirche (1830–44) | Joseph Smith, Jr. 1805–1844 Präsident der Kirche (1830–44) | Joseph Smith, Jr. 1805–1844 Präsident der Kirche (1830–44) | Joseph Smith, Jr. 1805–1844 Präsident der Kirche (1830–44) | Joseph Smith, Jr. 1805–1844 Präsident der Kirche (1830–44) | Joseph Smith, Jr. 1805–1844 Präsident der Kirche (1830–44) |                                                        |                                                        | Emma Hale Smith 1804–1879 Erwählte Dame                | Emma Hale Smith 1804–1879 Erwählte Dame                | Emma Hale Smith 1804–1879 Erwählte Dame | Emma Hale Smith 1804–1879 Erwählte Dame | Emma Hale Smith 1804–1879 Erwählte Dame | Emma Hale Smith 1804–1879 Erwählte Dame | William B. Smith 1811–1893 Oberster Patriarch (1845)          | William B. Smith 1811–1893 Oberster Patriarch (1845)          | William B. Smith 1811–1893 Oberster Patriarch (1845)          | William B. Smith 1811–1893 Oberster Patriarch (1845)          | William B. Smith 1811–1893 Oberster Patriarch (1845)          | William B. Smith 1811–1893 Oberster Patriarch (1845)          |                                                        |                                                        |                                                        |                                                        |                                                        |                                                        |
|                                                          |                                                          |                                                          |                                                          |                                                          |                                                          |                                                       |                                                       |                                                            |                                                            |                                                            |                                                            |                                                            |                                                            |                                                        |                                                        |                                                        |                                                        |                                         |                                         |                                         |                                         |                                                               |                                                               |                                                               |                                                               |                                                               |                                                               |                                                        |                                                        |                                                        |                                                        |                                                        |                                                        |
|                                                          |                                                          |                                                          |                                                          |                                                          |                                                          |                                                       |                                                       |                                                            |                                                            |                                                            |                                                            |                                                            |                                                            |                                                        |                                                        |                                                        |                                                        |                                         |                                         |                                         |                                         |                                                               |                                                               |                                                               |                                                               |                                                               |                                                               |                                                        |                                                        |                                                        |                                                        |                                                        |                                                        |
| Bertha Madison 1843–1896                                 | Bertha Madison 1843–1896                                 | Bertha Madison 1843–1896                                 | Bertha Madison 1843–1896                                 | Bertha Madison 1843–1896                                 | Bertha Madison 1843–1896                                 |                                                       |                                                       | Joseph Smith III 1832–1914 Prophet-Präsident (1860–1914)   | Joseph Smith III 1832–1914 Prophet-Präsident (1860–1914)   | Joseph Smith III 1832–1914 Prophet-Präsident (1860–1914)   | Joseph Smith III 1832–1914 Prophet-Präsident (1860–1914)   | Joseph Smith III 1832–1914 Prophet-Präsident (1860–1914)   | Joseph Smith III 1832–1914 Prophet-Präsident (1860–1914)   |                                                        |                                                        | Ada Clark 1871–1914                                    | Ada Clark 1871–1914                                    | Ada Clark 1871–1914                     | Ada Clark 1871–1914                     | Ada Clark 1871–1914                     | Ada Clark 1871–1914                     | Alexander Hale Smith 1838–1909 Oberster Patriarch (1897–1902) | Alexander Hale Smith 1838–1909 Oberster Patriarch (1897–1902) | Alexander Hale Smith 1838–1909 Oberster Patriarch (1897–1902) | Alexander Hale Smith 1838–1909 Oberster Patriarch (1897–1902) | Alexander Hale Smith 1838–1909 Oberster Patriarch (1897–1902) | Alexander Hale Smith 1838–1909 Oberster Patriarch (1897–1902) | David Hyrum Smith 1844–1904                            | David Hyrum Smith 1844–1904                            | David Hyrum Smith 1844–1904                            | David Hyrum Smith 1844–1904                            | David Hyrum Smith 1844–1904                            | David Hyrum Smith 1844–1904                            |
| Bertha Madison 1843–1896                                 | Bertha Madison 1843–1896                                 | Bertha Madison 1843–1896                                 | Bertha Madison 1843–1896                                 | Bertha Madison 1843–1896                                 | Bertha Madison 1843–1896                                 |                                                       |                                                       | Joseph Smith III 1832–1914 Prophet-Präsident (1860–1914)   | Joseph Smith III 1832–1914 Prophet-Präsident (1860–1914)   | Joseph Smith III 1832–1914 Prophet-Präsident (1860–1914)   | Joseph Smith III 1832–1914 Prophet-Präsident (1860–1914)   | Joseph Smith III 1832–1914 Prophet-Präsident (1860–1914)   | Joseph Smith III 1832–1914 Prophet-Präsident (1860–1914)   |                                                        |                                                        | Ada Clark 1871–1914                                    | Ada Clark 1871–1914                                    | Ada Clark 1871–1914                     | Ada Clark 1871–1914                     | Ada Clark 1871–1914                     | Ada Clark 1871–1914                     | Alexander Hale Smith 1838–1909 Oberster Patriarch (1897–1902) | Alexander Hale Smith 1838–1909 Oberster Patriarch (1897–1902) | Alexander Hale Smith 1838–1909 Oberster Patriarch (1897–1902) | Alexander Hale Smith 1838–1909 Oberster Patriarch (1897–1902) | Alexander Hale Smith 1838–1909 Oberster Patriarch (1897–1902) | Alexander Hale Smith 1838–1909 Oberster Patriarch (1897–1902) | David Hyrum Smith 1844–1904                            | David Hyrum Smith 1844–1904                            | David Hyrum Smith 1844–1904                            | David Hyrum Smith 1844–1904                            | David Hyrum Smith 1844–1904                            | David Hyrum Smith 1844–1904                            |
|                                                          |                                                          |                                                          |                                                          |                                                          |                                                          |                                                       |                                                       |                                                            |                                                            |                                                            |                                                            |                                                            |                                                            |                                                        |                                                        |                                                        |                                                        |                                         |                                         |                                         |                                         |                                                               |                                                               |                                                               |                                                               |                                                               |                                                               |                                                        |                                                        |                                                        |                                                        |                                                        |                                                        |
|                                                          |                                                          |                                                          |                                                          |                                                          |                                                          |                                                       |                                                       |                                                            |                                                            |                                                            |                                                            |                                                            |                                                            |                                                        |                                                        |                                                        |                                                        |                                         |                                         |                                         |                                         |                                                               |                                                               |                                                               |                                                               |                                                               |                                                               |                                                        |                                                        |                                                        |                                                        |                                                        |                                                        |
| Frederick M. Smith 1874–1946 Prophet–Präsident (1914–46) | Frederick M. Smith 1874–1946 Prophet–Präsident (1914–46) | Frederick M. Smith 1874–1946 Prophet–Präsident (1914–46) | Frederick M. Smith 1874–1946 Prophet–Präsident (1914–46) | Frederick M. Smith 1874–1946 Prophet–Präsident (1914–46) | Frederick M. Smith 1874–1946 Prophet–Präsident (1914–46) | Israel A. Smith 1876–1958 Prophet–Präsident (1946–58) | Israel A. Smith 1876–1958 Prophet–Präsident (1946–58) | Israel A. Smith 1876–1958 Prophet–Präsident (1946–58)      | Israel A. Smith 1876–1958 Prophet–Präsident (1946–58)      | Israel A. Smith 1876–1958 Prophet–Präsident (1946–58)      | Israel A. Smith 1876–1958 Prophet–Präsident (1946–58)      | W. Wallace Smith 1900–1989 Prophet–Präsident (1958–78)     | W. Wallace Smith 1900–1989 Prophet–Präsident (1958–78)     | W. Wallace Smith 1900–1989 Prophet–Präsident (1958–78) | W. Wallace Smith 1900–1989 Prophet–Präsident (1958–78) | W. Wallace Smith 1900–1989 Prophet–Präsident (1958–78) | W. Wallace Smith 1900–1989 Prophet–Präsident (1958–78) |                                         |                                         |                                         |                                         | Frederick A. Smith 1862–1954 Oberster Patriarch (1913–38)     | Frederick A. Smith 1862–1954 Oberster Patriarch (1913–38)     | Frederick A. Smith 1862–1954 Oberster Patriarch (1913–38)     | Frederick A. Smith 1862–1954 Oberster Patriarch (1913–38)     | Frederick A. Smith 1862–1954 Oberster Patriarch (1913–38)     | Frederick A. Smith 1862–1954 Oberster Patriarch (1913–38)     | Elbert A. Smith 1871–1959 Oberster Patriarch (1938–58) | Elbert A. Smith 1871–1959 Oberster Patriarch (1938–58) | Elbert A. Smith 1871–1959 Oberster Patriarch (1938–58) | Elbert A. Smith 1871–1959 Oberster Patriarch (1938–58) | Elbert A. Smith 1871–1959 Oberster Patriarch (1938–58) | Elbert A. Smith 1871–1959 Oberster Patriarch (1938–58) |

### Rücktritt
Smith wählte seinen Sohn Wallace B. Smith 1976 zu seinem Nachfolger. Am 5. April 1978 trat er als erster Präsident zurück.  Alle vorherigen Präsidenten hatten bis zu ihrem Tod gedient. Um einen gemächlichen Übergang sicherzustellen, las Smith eine Rücktrittserklärung vor, kurz bevor sein Sohn ordiniert wurde.